# مقاطعة أوسيولا (ميشيغان)
مقاطعة أوسيولا (بالإنجليزية: Osceola County, Michigan)‏ هي إحدى مقاطعات ولاية ميشيغان في الولايات المتحدة. ، بلغ عدد سكانها 23528 نسمة في عام 2010 حسب إحصاء مكتب تعداد الولايات المتحدة وتصل الكثافة السكانية فيها 16 نسمة/كم2.

## وصلات خارجية
- United States Counties